# Ciudad deportiva Antonio Valls
La Ciudad Deportiva Antonio Valls está ubicada en la ciudad española de Alicante,  junto al Centro de Tecnificación y el estadio José Rico Pérez, en la Zona Deportiva Monte Tossal.
Debe su nombre actual a Antonio Valls, impulsor de la construcción de este conjunto polideportivo y fundador del Patronato Municipal de Deportes de Alicante.

## Descripción
Fue levantada entre los años 1951 y 1957 según el proyecto del arquitecto alicantino Francisco Muñoz Llorens e inaugurada con el nombre de Ciudad Deportiva Francisco Franco. De la obra original, tras sufrir varias remodelaciones, se conservan el marcador, la tribuna principal, las gradas y el gimnasio.
El complejo consta en la actualidad de un campo de fútbol 11 de césped artificial, dos pistas de baloncesto, una pista de voleibol, una pista de atletismo, cuatro de pádel y un frontón, así como diversas instalaciones deportivas.